# Tipalo
Tipálo, čutílnik ali zaznaválo (s tujko sénzor) je naprava, ki zaznava spremembe fizikalnih količin in jih pretvarja v spremembe električnih količin (električni tok, upornost, napetost idr.). Hitrost prenašanja je s tem skoraj neomejena in hitra, saj je skorajda v obsegu svetlobne hitrosti.
Tipala lahko zaznajo spremembe osvetljenosti, temperature, zračnega tlaka, ... To spremembo elektronsko vezje na primer pretvori v spremembo električne upornosti. Poznamo analogne in digitalne